# Казбек (балалаечный оркестр)
Балалаечный оркестр «Казбек» (швед. Kazbek) — шведский оркестр русских народных инструментов из Стокгольма.

## История
Балалаечный оркестр «Казбек» был основан в 1975 году в городе Стокгольме. На его репертуар оказала сильное влияние музыка русских эмигрантов 30-40 годов XX века. Впоследствии он был расширен за счёт другой восточноевропейской музыки и аранжировок русских народных мелодий.
В 90-е годы «Казбек» принял участие в нескольких российских балалаечных фестивалях и совместно с оркестрами из других стран провёл гастроли по Волге. Оркестр побывал во многих странах Европы и в США. В январе 2002 года оркестр пригласили выступить в Стокгольме на Скандинавском балалаечном фестивале, проводившимся в концертном зале Бервальдхаллен. На этот фестиваль съехались 180 музыкантов из различных стран мира.
В мае 2004 года «Казбек» участвовал во 2-м международном балалаечном фестивале, прошедшем в Старой Академии музыки в Стокгольме, где собралось около ста музыкантов из стран Северной Европы и России. Летом 2005 года оркестр гастролировал по Готланду, а летом 2006 года им был организован 3-й международный балалаечный фестиваль, проходивший на этот раз Хельсингланде. В 2007 году «Казбек» давал концерты в нескольких местах в районе города Болльнес, а в мае указанного года посетил Копенгаген для участия в Скандинавском балалаечном фестивале. В 2011 году оркестр стал координатором съезда Американской ассоциации балалаечников и домристов (The balalaika and Domra Asossiation of America), являющийся фестивалем, на который приглашаются участники из Европы и США.
Один из наиболее известных балалаечных оркестров Швеции, наряду с «Södra Bergens Balalajkor».

## Инструменты
«Казбек» играет на таких инструментах, как балалайка, домра, жалейка, флейта, баян, гусли, трещотка, русские деревянные ложки, бубен, колокольчики, треугольник, тарелки и рубель.

## Участники
- балалайка-прима: Марианна Энвалль, Барбру Эренберг-Сундин, Хольгер Гартхаус, Ингар Йеселиус, Ева Лундберг, Черстин Сартц
- балалайка-секунда: Мари Теландер
- балалайка-альт: Стен Лундквист, Томас Улин
- балалайка-бас: Улле Ларссон, Инга Нюман
- балалайка-контрабас: Пер Демерус
- прима-домра: Татьяна Боровикова, Черстин Бельте, Линда Кумблад, Natalia Leliouk, Бертиль Рунефельт, Ева-Кристина Сёдерман
- домра-альт: Пер Амброзиани, Анна-Мария Ларссон, Анна Вестман
- домра-бас: Инга Нюман
- баян: Майна Гуммессон, Хокан Сундин
- ударные: Виктория Юнссон, Томас Улин

## Дискография
- Festen i byn ("Деревенский праздник", 1988)
- Den röda sarafanen ("Красный сарафан", 2004)
- Kazbek ("Казбек", 2011)

## Домашняя страница в интернете
- http://www.kazbek.se/index.htm